# Sonia Altbaum
Sonia Altbaum – polska aktorka żydowskiego pochodzenia, która zasłynęła głównie z ról w przedwojennych żydowskich filmach i sztukach teatralnych w języku jidysz.

## Filmografia
- 1924: Ślubowanie